# Cleveland, Quận Taylor, Wisconsin
Cleveland là một thị trấn thuộc quận Taylor, tiểu bang Wisconsin, Hoa Kỳ. Năm 2010, dân số của thị trấn này là 266 người.